# D2009 (Puy-de-Dôme)
De D2009 is een departementale weg in het Midden-Franse departement Puy-de-Dôme. De weg loopt van de grens met Allier via Riom en Clermont-Ferrand naar Aubière. In Allier loopt de weg als D2009 verder naar Gannat en Moulins.

## Geschiedenis
Oorspronkelijk was de D2009 onderdeel van de N9. In 2006 werd de weg overgedragen aan het departement Puy-de-Dôme, omdat de weg geen belang meer had voor het doorgaande verkeer. De weg is toen omgenummerd tot D2009.